# Карамирза (Карасуський район)
Карамирза́ (каз. Қарамырза) — село у складі Карасуського району Костанайської області Казахстану. Адміністративний центр Карамирзинського сільського округу.
Населення — 662 особи (2021; 916 у 2009, 876 у 1999, 1367 у 1989).